# Sue Me, Sue You Blues
«Sue Me, Sue You Blues» es una canción del músico británico George Harrison, publicada en el álbum de estudio Living in the Material World (1973). Antes de grabarla, cedió la canción al guitarrista estadounidense Jesse Ed Davis para que hiciera una versión en su álbum Ululu (1972), tras participar en The Concert for Bangladesh. Harrison se inspiró para componer la canción en los pleitos iniciados por Paul McCartney en su esfuerzo por disolver la asociación Apple Corps tras la separación de The Beatles en 1970.
La canción incluye un extenso uso de la guitarra al estilo de un dobro, así como la contribución de Gary Wright, Nicky Hopkins, Klaus Voormann y Jim Keltner. Algunos críticos musicales compararon la canción con el tema de John Lennon «How Do You Sleep?»: al respecto, la revista Rolling Stone describió el tema como una «inteligente diatriba lennonista».
Harrison interpretó «Sue Me, Sue You Blues» con frecuencia durante su gira norteamericana de 1974, con arreglos cercanos al funk que incluyeron la participación de Willie Weeks, Andy Newman y Tom Scott. Durante la gira, Harrison modificó la letra para reflejar su disgusto con el antiguo representante del grupo, Allen Klein. Una versión demo de la canción fue incluida en la reedición de Living in the Material World en 2006.

## Personal
- George Harrison voz, dobro y coros
- Gary Wright: piano eléctrico
- Nicky Hopkins: piano
- Klaus Voormann: bajo
- Jim Keltner: batería